# Calyptranthes elongata
Calyptranthes elongata är en myrtenväxtart som beskrevs av Ignatz Urban. Calyptranthes elongata ingår i släktet Calyptranthes och familjen myrtenväxter. Inga underarter finns listade i Catalogue of Life.